# Ђоко Стојичић
Ђоко Стојичић (Медна, 12. фебруар 1936  — Београд, 2. децембар 2021) био је српски књижевник, публициста, министар и амбасадор Савезне Републике Југославије.

## Биографија
Рођен је 12. фебруара 1936. у селу Медна, општина Мркоњић Град. Његов отац Никола је био пољопривредник, а мајка Милка домаћица. Са породицом се у марту 1946. године преселио у Нове Козарце.
Школовао се у Новим Козарцама, Српској Црњи и Кикинди, гдје је завршио гимназију. Дипломирао је југословенску и свјетску књижевност на Филолошком факултету Универзитета у Београду 1962, а магистрирао је 1966. године.
Једно вријеме је био уредник листа „Студент“. Након тога је постављен за секретара УКСК Београдског универзитета, потом постаје предсједник ЦК Савеза омладине Србије, а након тога директор Републичког завода за међународну научну, просвјетну, културну и техничку сарадњу. Од 24. јануара 1988. до 30. априла 1989. је био главни и одговорни уредник листа „НИН“. Био је и уредник општеобразовног програма Телевизије Београд.
У периоду од 10. фебруара 1993. до 18. марта 1994. је био министар културе Републике Србије. Од 1994. до 2001. је био амбасадор Савезне Републике Југославије у Чешкој републици.
Преминуо је у Београду после краће болести у 86. години живота и сахрањен је у Алеји заслужних грађана на Новом гробљу у Београду.

## Књижевни рад
Објавио је 17 књига поезије, 7 књига избора поезије, 6 књига студија, есеја, чланака и полемика, 3 путописа, 2 књиге прозе и 2 драме. Пјесме су му превођене на 20 страних језика и уврштене у 66 југословенских и српских и 16 страних антологија и зборника. Аутор је првог пројекта „Историја српске културе“ из 1993. године.
Члан је Удружења књижевника Србије, почасни члан Уније чешких писаца и потпредсједник Европске уније умјетности.

## Награде и признања
Добитник је великог броја књижевних награда: „Вукова награда“, „Златна значка“ Културно-просвјетне заједнице Србије, „Златни прстен“, „Србољуб Митић“, „Раде Драинац“, „Масарикова награда“, „Рудолф Други“, „Карел Хинко Маха“, „Франц Кафка“, „Iskia“ – италијански оскар културе, „Златни беочуг“, Златна повеља Свитка", „Милан Ракић“.
Добио је 4. фебруара 2010. повељу почасног грађанина општине Мркоњић Град. Добитник је Руске медаље захвалности.